# کالیفرنیا (فیلم ۱۹۷۷)
کالیفرنیا (انگلیسی: California) فیلمی در ژانر وسترن است که در سال ۱۹۷۷ منتشر شد. از بازیگران آن می‌توان به جولیانو جما و ویلیام برگر اشاره کرد.